# La Trêve (film, 1968)
Pour les articles homonymes, voir La Trêve.
Pour plus de détails, voir Fiche technique et Distribution.
La Trêve est un film français de Claude Guillemot, sorti en 1968.

## Fiche technique
- Titre : La Trêve
- Réalisation : Claude Guillemot
- Scénario et dialogues : Claude Guillemot
- Photographie : Denys Clerval
- Son : Bernard Ortion
- Montage : Agnès Guillemot
- Musique : Armand Migiani et Jorge Milchberg
- Producteur : Jean Desvilles
- Société de production : T.E.C. (Technique et Exploitation Cinématographique)
- Tournage : du 15 juillet au 5 septembre 1968
- Durée : 90 minutes
- Date de sortie : 1968

## Distribution
- Caroline Cartier : Laura
- Charles Denner : Julien
- Daniel Gélin : Arno
- Marc Lamole : Willy
- Virginie Vignon : Fifine
- Roger Riffard